# WiMAX

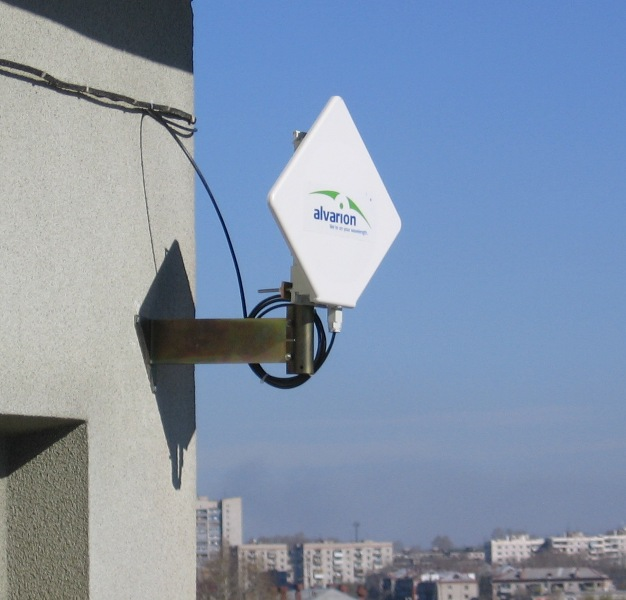
Antena Wimax plana para una vivienda

WiMAX, siglas de Worldwide Interoperability for Microwave Access (interoperabilidad mundial para acceso por microondas), es una norma de transmisión de datos que utiliza las ondas de radio en las frecuencias de 2,5 a 5,8 GHz y puede tener una cobertura hasta de 70 km.
Es una tecnología dentro de las conocidas como tecnologías de última milla, también conocidas como bucle local que permite la recepción de datos por microondas y retransmisión por ondas de radio. El estándar que define esta tecnología es el IEEE 802.16 MAN. Una de sus ventajas es dar servicios de banda ancha en zonas donde el despliegue de cable o fibra por la baja densidad de población presenta unos costos por usuario muy elevados (zonas rurales).
El único organismo habilitado para certificar el cumplimiento del estándar y la interoperabilidad entre equipamiento de distintos fabricantes es el WiMAX Forum: todo equipamiento que no cuente con esta certificación, no puede garantizar su interoperabilidad con otros productos.[cita requerida]
Existe otro tipo de equipamiento (no estándar) que utiliza frecuencia libre de licencia de 5,4 GHz, todos ellos para acceso fijo. Si bien en este caso se trata de equipamiento que en algunos casos también es interoperativo, entre distintos fabricantes (Pre WiMAX, incluso 802.11a).[cita requerida]
Existen planes para desarrollar perfiles de certificación y de interoperabilidad para equipos que cumplan el estándar IEEE 802.16e (lo que posibilitará movilidad), así como una solución completa para la estructura de red que integre tanto el acceso fijo como el móvil. Se prevé el desarrollo de perfiles para entorno móvil en las frecuencias con licencia en 2,3 y 2,5 GHz.[cita requerida]
Actualmente[¿cuándo?] se recogen dentro del estándar 802.16. Existen dos variantes:
- Uno de acceso fijo (802.16d), en el que se establece un enlace radio entre la estación base y un equipo de usuario situado en el domicilio del usuario. Para el entorno fijo, las velocidades teóricas máximas que se pueden obtener son de 70 Mbit/s con una frecuencia de 20 MHz. Sin embargo, en entornos reales se han conseguido velocidades de 20 Mbit/s con radios de célula de hasta 6 km, ancho de banda que es compartido por todos los usuarios de la célula.

- Otro de movilidad completa (802.16e), que permite el desplazamiento del usuario de un modo similar al que se puede dar en GSM/UMTS, el móvil, aún no se encuentra desarrollado y actualmente compite con las tecnologías LTE (basadas en femtoceldas, conectadas mediante cable), por ser la alternativa para las operadoras de telecomunicaciones que apuestan por los servicios en movilidad, este estándar, en su variante «no licenciado», compite con el WiFi IEEE 802.11n, ya que la mayoría de los portátiles y dispositivos móviles, empiezan a estar dotados de este tipo de conectividad. El IEEE 802.16m o WirelessMAN-Advanced fue candidato para la red 4G, en competición por el estándar LTE Advanced.

## Terminología
WiMAX se refiere a las implementaciones interoperables de la familia inalámbrica IEEE 802.16 ratificadas por el Foro WiMAX (del mismo modo que Wi-Fi, se refiere a las implementaciones interoperables de los estándares inalámbricos LAN IEEE 802.11 certificados por la Wi-Fi Alliance). La homologación de WiMAX Forum permite a los vendedores ofrecer productos fijos o móviles como WiMAX certificados, lo que garantiza un nivel de interoperabilidad con otros productos certificados, siempre y cuando se ajusten al mismo perfil.
El estándar original IEEE 802.16 (ahora llamado «Fixed WiMAX») fue publicado en 2001. WiMAX ha adoptado algunas de las tecnologías de WiBro, un servicio comercializado en Corea.
Mobile WiMAX (originalmente basada en IEEE 802.16e-2005) es la revisión que se ha implementado en muchos países, y la base de futuras revisiones, como 802.16m-2011.
El WiMAX se puede utilizar para una serie de aplicaciones, incluyendo conexiones de banda ancha para Internet, backhaul de telefonía móvil, puntos de acceso, etc. Es similar a Wi-Fi, pero puede funcionar para distancias mucho mayores.

## Usos
El ancho de banda y rango del WiMAX lo hacen adecuado para las siguientes aplicaciones potenciales:
- Proporcionar conectividad portátil de banda ancha móvil a través de ciudades y países por medio de una variedad de dispositivos.
- Proporcionar una alternativa inalámbrica al cable y línea de abonado digital (DSL) de "última milla" de acceso de banda ancha.
- Proporcionar datos, telecomunicaciones (VoIP) y servicios de IPTV (triple play).
- Proporcionar una fuente de conexión a Internet como parte de un plan de continuidad del negocio.
- Para redes inteligentes y medición.

### Acceso a Internet
WiMAX puede proporcionar en el hogar o acceso a Internet móvil a través de las ciudades o países enteros. En muchos casos, esto ha dado lugar a la competencia en los mercados, que por lo general sólo tenían acceso a través de un DSL titular existente (o similar) del operador. Además, debido a los costos relativamente bajos asociados con el despliegue de una red WiMAX (en comparación con 3G, HSDPA, xDSL, HFC o FTTx), ahora es económicamente viable para proporcionar la última milla de acceso a Internet de banda ancha en lugares remotos.

### Backhaul
WiMAX móvil era un candidato de reemplazo para las tecnologías de telefonía celular, tales como GSM y CDMA, o se puede utilizar como una plantilla para aumentar la capacidad. WiMAX fijo también se considera como una tecnología de backhaul inalámbrico para 2G, 3G y las redes 4G en los países desarrollados y en desarrollo.
En América del Norte, backhaul para las operaciones urbanas se proporciona normalmente a través de una o más conexiones de las líneas de hilo de cobre, mientras que las operaciones celulares remotos a veces backhaul a través de satélite. En otras regiones, backhaul urbana y rural se suele realizar mediante enlaces de microondas (la excepción a esto se da cuando la red es operada por un operador tradicional con fácil acceso a la red de cobre). WiMAX tiene requisitos de ancho de banda de red de retorno más sustanciales que las aplicaciones heredadas celulares. En consecuencia, el uso de backhaul de microondas inalámbrica está en aumento en América del Norte y se están actualizando enlaces de backhaul de microondas existentes en todas las regiones. Las capacidades de entre 34 Mbit/s y 1 Gbit/s se están desplegando rutinariamente con latencias del orden de 1 ms.
En muchos casos, los operadores están agregando sitios que utilizan la tecnología inalámbrica y luego presentan el tráfico en las redes de fibra cuando sea conveniente. WiMAX en esta solicitud compite con microondas, E-line y la simple extensión de la red de fibra en sí.

### Triple-play
WiMAX soporta directamente las tecnologías que hacen posible ofertas de servicios triple play (tales como Calidad de Servicio y multidifusión). Estos son inherentes al estándar WiMAX más que una mera adición como Carrier Ethernet es a Ethernet.
El 7 de mayo de 2008 en los Estados Unidos, Sprint Nextel, Google, Intel, Comcast, Bright House y Time Warner anunciaron una puesta en común de un espectro de promedio 120 MHz y una fusión con Clearwire para comercializar el servicio. La nueva compañía espera beneficiarse de las ofertas de servicios combinados y recursos de red como un trampolín para superar a sus competidores. Las compañías de cable ofrecerán los servicios de medios de comunicación a otros socios, mientras ganan acceso a la red inalámbrica como un operador de red virtual móvil para ofrecer servicios de triple play.
Algunos analistas dudaron que este acuerdo fuese a funcionar: a pesar de que la convergencia fijo-móvil ha sido un factor reconocido en la industria, los intentos anteriores para formar alianzas entre las compañías inalámbricas y de cable no han logrado conducir a importantes beneficios para los participantes. Otros analistas señalan que a medida que la tecnología inalámbrica avanza hacia un mayor ancho de banda, inevitablemente competirá más directamente con el cable y el DSL, inspirando a los competidores a colaborar. Además, a medida que las redes inalámbricas de banda ancha crecen más densas y los hábitos de uso cambian, la necesidad de un mayor backhaul y de un servicio de medios de comunicación se acelerará, por lo que se espera que la oportunidad de aprovechar los activos de cable aumente.

## Conexiones
Los dispositivos que proporcionan conectividad a una red WiMAX se conocen como estaciones de abonado (subscriber stations o SS).
Las unidades portátiles incluyen teléfonos móviles (similares a los smartphones), periféricos de PC (tarjetas de PC o dispositivos USB) y los dispositivos integrados en los ordenadores portátiles, que ahora están disponibles para Wi-Fi. Además, se pone mucho énfasis por los operadores en dispositivos electrónicos de consumo tales como consolas de juego, reproductores de MP3 y dispositivos similares. WiMAX es más similar a Wi-Fi que a otras tecnologías celulares 3G.
El sitio web del Foro WiMAX proporciona una lista de dispositivos certificados. Sin embargo, esta no es una lista completa de módulos certificados, ya que hay dispositivos integrados en ordenadores portátiles, MID (mobile internet devices: dispositivos móviles para internet) y otros dispositivos etiquetados privados.

### Gateways
Los dispositivos gateway (puerta de enlace) WiMAX están disponibles tanto en versiones de interior como de exterior de varios fabricantes. Muchas de las puertas de enlace WiMAX que se ofrecen por fabricantes como Vecima Networks, Alvarion, Albentia Systems, Airspan, ZyXEL, ZTE, Huawei y Motorola, son unidades interiores (indoor, en inglés) autoinstalables. Estos dispositivos suelen situarse cerca de la ventana del cliente con la mejor señal y proporcionan:
- Un sistema integrado de punto de acceso Wi-Fi para proporcionar la conectividad a Internet WiMAX a los múltiples dispositivos de toda la casa o negocio.
- Puertos Ethernet para conectar directamente a un ordenador o DVR.
- Una o dos tomas para teléfonos analógicos de línea fija y así aprovechar VoIP.

Las pasarelas interiores son convenientes, pero las pérdidas de radio significan que el abonado deba estar significativamente más cerca de la estación base WiMAX que con las unidades externas instaladas profesionalmente.
Las unidades exteriores (outdoor) son aproximadamente del tamaño de un ordenador portátil y su instalación es comparable a la instalación de una antena de televisión. Una unidad exterior direccional de alta ganancia generalmente resultará en un gran incremento de la distancia y del rendimiento pero con la obvia pérdida de movilidad práctica de la unidad. La antena exterior es de fácil instalación (indicando al cliente con LED la fuerza de la señal recibida), no existe la necesidad de llamar a un instalador para el montaje en la fachada o techo del edificio.
Los dispositivos Lightning Protection Unit (PTP-LPU) son unas defensas para los PTP de radio, para protegerlos de los efectos perjudiciales de los aumentos repentinos en la electricidad inducidos por la actividad electromagnética (rayo).

### Otros dispositivos

#### Módem externos
USB puede proporcionar conectividad a una red WiMAX a través de lo que se llama un dispositivo de seguridad. En general, estos dispositivos están conectados a un ordenador portátil o netbook. Dongles típicamente tienen antenas omnidireccionales que son de menor ganancia en comparación con otros dispositivos, como tales, estos dispositivos se utilizan mejor en las zonas de buena cobertura.

#### Teléfonos móviles
HTC ha anunciado el primer teléfono móvil habilitado para WiMAX, la Max 4G, el 12 de noviembre de 2008. El dispositivo sólo estaba disponible para ciertos mercados en Rusia en la red Yota.
HTC y Sprint Nextel lanzaron el segundo teléfono móvil con tecnología WiMAX, el EVO 4G, el 23 de marzo de 2010 en la conferencia de CTIA en Las Vegas. El dispositivo, disponible el 24 de junio de 2010, [16] es capaz tanto de EV-DO (3G) como de WiMAX (pre-4G), así como datos y sesiones de voz simultáneos. Sprint Nextel anunció en el CES de 2012 que ya no ofrecerá dispositivos que utilizan la tecnología WiMAX debido a la situación económica, en lugar de ello, junto con su socio de red, Clearwire, Sprint Nextel lanzará una red 4G que decidirá cambiar y utilizar la tecnología LTE 4G en su lugar.

## WiMAX 2
Declan Byrne, director de marketing del WiMax Forum, anunció que el estándar WiMax 2, conocido formalmente como 802.16m, se terminó por parte del Institute of Electrical and Electronics Engineers (IEEE) en noviembre de 2010 con la idea de que la certificación de dispositivos basados en el estándar.[cita requerida] Los ISP empezaron a desplegar comercialmente el estándar en 2012, cuando operadoras como AT&T y T-Mobile empezaron a ofrecer servicios LTE (Long Term Evolution), la tecnología rival en 4G, en Estados Unidos.
Desde el WiMax Forum afirman que 802.16m es significativamente más rápido que su predecesor y que uno de sus objetivos es que la velocidad de descarga alcance los 100 Mbit/s. En comparación, la oferta WiMax que debutó comercialmente en 2008 ofrece velocidades de descarga de entre 3,7 Mbit/s y 5 Mbit/s.[cita requerida]

## Despliegues y cobertura
La cobertura puede llegar a ser de hasta 70 km.
Las empresas instaladoras, para saber si una determinada vivienda, establecimiento o lugar tiene cobertura, por lo general, solicitan al interesado las coordenadas GPS del mismo, que suelen obtenerse en Google Earth o, más rápidamente, en Google Maps.
Por otro lado, en lugares próximos o en los que hay línea de visión directa hacia otros con cobertura, los operadores suelen ofrecer un radioenlace. En este supuesto, se ha de poner una antena en el lugar con cobertura y un radioenlace hacia aquel donde se encuentra el usuario.
La empresa instaladora debe dirigir la antena del usuario a la suya. En caso de que ya se hubiera hecho una instalación previa en la casa del usuario, se debería redirigir la antena a la del nuevo operador.

## Características de WIMAX
- Distancias de hasta 70 kilómetros, con antenas muy direccionales y de alta ganancia.
- Velocidades de hasta 70 Mbps (35+35 Mbps), siempre que el espectro esté completamente limpio.
- Facilidades para añadir más canales, dependiendo de la regulación de cada país.
- Anchos de banda configurables y no cerrados, sujetos a la relación de espectro.
- Permite dividir el canal de comunicación en pequeñas subportadoras (dos tipos: guardas y datos).

## Extensión por radioenlace
Cabe la posibilidad de tener cobertura de Internet para aquellos lugares donde inicialmente no llega WiMAX utilizando un radioenlace.

## Asociaciones

### WiMAX Forum
El WiMAX Forum (Foro WiMAX) es una organización sin fines de lucro creada para promover la adopción de productos y servicios compatibles con WiMAX. Un papel importante para la organización es certificar la interoperabilidad de los productos WiMAX. Los que pasan pruebas de conformidad e interoperabilidad logran la designación "WiMAX Forum Certified", y puede mostrar esta marca en sus productos y material de marketing. Algunos vendedores afirman que su equipo es "WiMAX-ready", "WiMAX compatible con", o "pre-WiMAX", si no están oficialmente WiMAX Forum Certified. Otra función del WiMAX Forum es promover la difusión del conocimiento sobre WiMAX. Para ello, cuenta con un programa de formación certificada que se ofrece actualmente en inglés y Francés. También ofrece una serie de eventos de los miembros y aprueba algunos eventos de la industria.

### WiMAX Spectrum Owners Alliance
La WiSOA (Alianza Propietaria del Espectro WiMAX) fue la primera organización mundial compuesta exclusivamente por los propietarios de espectro WiMAX con planes para desplegar la tecnología WiMAX en las bandas. WiSOA centra en la regulación, comercialización y despliegue de WiMAX en el espectro de 2.3 a 2.5 GHz y los rangos de 3.4 a 3.5 GHz. WiSOA fusionó con la Wireless Broadband Alliance en abril de 2008.

### Telecommunications Industry Association
En 2011, Telecommunications Industry Association (Asociación de las Industrias de Telecomunicaciones) lanzó tres normas técnicas (TIA-1164, TIA-1143, y TIA-1140) que cubren la interfaz aérea y los aspectos fundamentales de red de Wi-Max de alta velocidad de paquetes de datos de sistemas (HRPD) usando un móvil estación/terminal (MS/AT) de acceso con un solo transmisor.

### Comunidad WiMAX
La comunidad WiMAX es una organización sin fines de lucro, impulsada por el sector que fue creada con el objeto de promover y certificar la interoperabilidad de los productos inalámbricos de banda ancha de conformidad con los estándares IEEE 802.16 y ETSI HiperMAN*.

## Información técnica

### Capa física
La versión original de la norma en la que se basa WiMAX (IEEE 80 millones
) especifica una capa física de funcionamiento en el rango de 10 a 66 GHz. 802.16a, actualizado en 2004 a 802.16-2004, añadió especificaciones para el rango de 2 a 11 GHz. 802.16-2004 fue actualizado por 802.16e-2005 en 2005 y utiliza el acceso múltiple por división de frecuencias ortogonales (OFDMA) escalable, en oposición a la versión de multiplexación por división de frecuencia ortogonal fija (OFDM) con 256 subportadoras (de las cuales 200 se utilizan en 802.16d, aunque versiones más avanzadas, como 802.16e, también traen soporte de múltiples antenas MIMO). Esto trae beneficios potenciales en términos de cobertura, auto instalación, consumo de energía, reutilización de frecuencias y eficiencia de ancho de banda.
El OFDMA es un método de codificación de datos digitales en múltiples frecuencias portadoras que se ha convertido en un esquema popular para la comunicación digital de banda ancha, los cables de cobre inalámbricos, entre otros, que se utilizan en aplicaciones tales como la televisión digital y la radiodifusión de audio (SOFDMA).
WiMax es la técnica más eficiente energéticamente pre-4G entre LTE y HSPA.[cita requerida]

### Capa de control de acceso al medio
El WiMAX MAC utiliza un algoritmo de programación el que la estación de abonado necesita para competir sólo una vez para la primera entrada en la red. Después se permite la entrada de la red, la estación de abonado se le asigna una ranura de acceso por la estación base. El intervalo de tiempo se puede ampliar y contraer, pero sigue siendo asignado a la estación de abonado, lo que significa que otros usuarios no pueden utilizarla. Además de ser estable bajo condiciones de sobrecarga y el exceso de suscripción, el algoritmo de planificación también puede ser más ancho de banda eficiente. El algoritmo de programación también permite a la estación base para controlar parámetros de calidad de servicio (QoS) por el equilibrio de las asignaciones de intervalos de tiempo entre la aplicación de las necesidades de la estación de abonado.[cita requerida]

### Eficiencia espectral
Una de las ventajas importantes de los sistemas inalámbricos avanzados, tales como WiMAX es la eficiencia espectral. Por ejemplo, 802.16-2004 (fijo) tiene una eficiencia espectral de 3.7 bit/s/Hertz, y otros sistemas inalámbricos de 3,5-4G ofrecen eficiencias espectrales que son similares a unas pocas décimas de un porcentaje. La notable ventaja de WiMAX proviene de la combinación SOFDMA con tecnologías de antenas inteligentes. Esto multiplica la eficiencia espectral efectiva a través de la reutilización múltiple y el despliegue de redes inteligentes topologías. El uso directo de la organización del dominio de la frecuencia simplifica diseños usando MIMO-AAS en comparación con los métodos de CDMA/WCDMA, lo que resulta en los sistemas más eficaces.

### Comparaciones
Comparaciones y confusiones entre WiMAX y Wi-Fi son frecuentes debido a que ambos están relacionados con la conectividad inalámbrica y acceso a Internet. Podemos diferenciarlos por algunas de las siguientes características:
- WiMAX es un sistema de largo alcance, que abarca muchos kilómetros, que utiliza el espectro con o sin licencia para ofrecer conexión a una red, en la mayoría de los casos, la Internet. Wi-Fi utiliza el espectro sin licencia para proporcionar acceso a una red local.
- Wi-Fi es más popular en los dispositivos de los usuarios finales ya que muchos de los dispositivos que usan las personas en la actualidad cuentan con estas terminales.
- Wi-Fi funciona con protocolo CSMA/CA el acceso de control de medios, que es sin conexión y basado en contienda, mientras que WiMAX funciona un MAC con conexión. WiMAX y Wi-Fi tienen muy diferentes mecanismos de calidad de servicio (QoS):
  - WiMAX utiliza un mecanismo de calidad de servicio sobre la base de las conexiones entre la estación base y el dispositivo de usuario. Cada conexión se basa en algoritmos de programación específicos.
  - Wi-Fi utiliza acceso de contención (todas las estaciones de abonado que deseen pasar datos a través de un punto de acceso inalámbrico [AP] están compitiendo por la atención de la AP en una base de interrupción aleatoria). Esto puede causar estaciones de abonado distante de la AP que ser interrumpido varias veces por las estaciones más estrechas, lo que reduce en gran medida su rendimiento.
- Tanto IEEE 802.11 (que incluye Wi-Fi) y IEEE 802.16 (incluye WiMAX) definen Peer-to-Peer (P2P) y redes ad hoc, donde el usuario final se comunica a los usuarios o servidores en otra red de área local (LAN) a través de su acceso punto o estación de base. Sin embargo, IEEE 802.11 soporta también directa ad hoc o peer to peer entre dispositivos de usuario final sin punto de acceso, mientras que 802,16 dispositivos de usuario final deben estar en el rango de la estación base.

Aunque Wi-Fi y WiMAX están diseñados para situaciones diferentes, son complementarios. Los operadores de redes WiMAX suelen proporcionar una unidad de abonado WiMAX, que se conecta a la red WiMAX metropolitana y ofrece Wi-Fi en el hogar o negocio para los dispositivos locales (por ejemplo, ordenadores portátiles, teléfonos Wi-Fi, teléfonos inteligentes) para la conectividad. Esto permite al usuario colocar la unidad de abonado WiMAX en la mejor zona de recepción (por ejemplo, una ventana), y aun así ser capaces de utilizar la red WiMAX desde cualquier lugar dentro de su residencia.

## Evolución de WiMAX
| Estándar     | Descripción |
| ------------ | --- |
| 802.16       | Utiliza espectro licenciado en el rango de 10 a 66 GHz, necesita línea de visión directa, con una capacidad de hasta 134 Mbit/s en celdas de 3 a 7,5 km (2 a 5 millas). Soporta calidad de servicio. Publicado en 2002. |
| 802.16a      | Ampliación del estándar 802.16 hacia bandas de 2 a 11 GHz, con sistemas NLOS y LOS, y protocolo PTP y PTMP. Publicado en abril de 2003.                                                                                 |
| 802.16c      | Ampliación del estándar 802.16 para definir las características y especificaciones en la banda de 10-66 GHz. Publicado en enero de 2003.                                                                                |
| 802.16d      | Revisión del 802.16 y 802.16a para añadir los perfiles aprobados por el WiMAX Forum. Aprobado como 802.16-2004 en junio de 2004 (la última versión del estándar).                                                       |
| 802.16e      | Extensión del 802.16 que incluye la conexión de banda ancha nómada para elementos portátiles del estilo de los notebooks. Publicado en diciembre de 2005.                                                               |
| 802.16m      | Extensión del 802.16 que entrega datos a velocidad de 1 Gbit/s en reposo y 100 Mbit/s en movimiento. |
| 802.16m-2011 | Conocido como Mobile WiMAX Release 2, interfaz de aire avanzada, con tasas de 100 Mbit/s móvil y 1 Gbit/s de datos fija, con OFDMA                                                                                      |

## Implementaciones
En octubre de 2010, el Foro WiMAX cuantificó 592 redes WiMAX (fijo y móvil) desplegadas en más de 148 países, cubriendo 621 millones de suscriptores.[cita requerida] En febrero de 2011, el Foro WiMAX citó una cobertura de 823 millones de personas, y la estimación de mil millones de suscriptores a fines de año.[cita requerida]
Corea del Sur puso en marcha una red WiMAX en el segundo trimestre de 2006. A finales de 2008 había 350.000 suscriptores de WiMAX en Corea. A nivel mundial, a principios de 2010 WiMAX parecía una rampa rápida con respecto a otras tecnologías disponibles, aunque el acceso en América del Norte se retrasó.[cita requerida] Yota, el mayor operador de red WiMAX en el mundo en el 4T de 2009, anuncia en mayo de 2010 que se trasladará nuevos despliegues de redes a LTE y, posteriormente, cambie sus redes existentes.[cita requerida] Un estudio publicado en septiembre de 2010 por Blycroft Publishing estima 800 contratos de gestión de 364 operaciones de WiMAX en todo el mundo que ofrecen servicios activos (en marcha o negociando en lugar de sólo con licencia y aun sin lanzar).[cita requerida]

## Tecnologías competidoras
En el futuro se verá una lucha por la mejora del estándar 4G, ahora en manos de LTE. Se intentará desarrollar un aumento en el ancho de banda y disminuir la latencia o ping. El movimiento mundial a 4G para GSM/UMTS y AMPS/TIA (incluyendo CDMA2000) es el esfuerzo del 3GPP Long Term Evolution (LTE).
El estándar LTE concluyó en diciembre de 2008, el primer despliegue comercial de LTE fue llevado a cargo de TeliaSonera en Oslo y Estocolmo en diciembre de 2009. Después de su salida comercial, fue rápidamente extendido por todas las empresas de telefonía del mundo.
En algunas áreas del mundo, la amplia disponibilidad de UMTS y el deseo general de su estandarización ha significado que WiMAX no haya sido alojado en el espectro de frecuencias. Es más, en julio de 2005, la UE bloqueó la frecuencia correspondiente a WiMAX.

Imagen comparativa de los diferentes estándares de red. Velocidad vs Movilidad